# Eta Aquilae

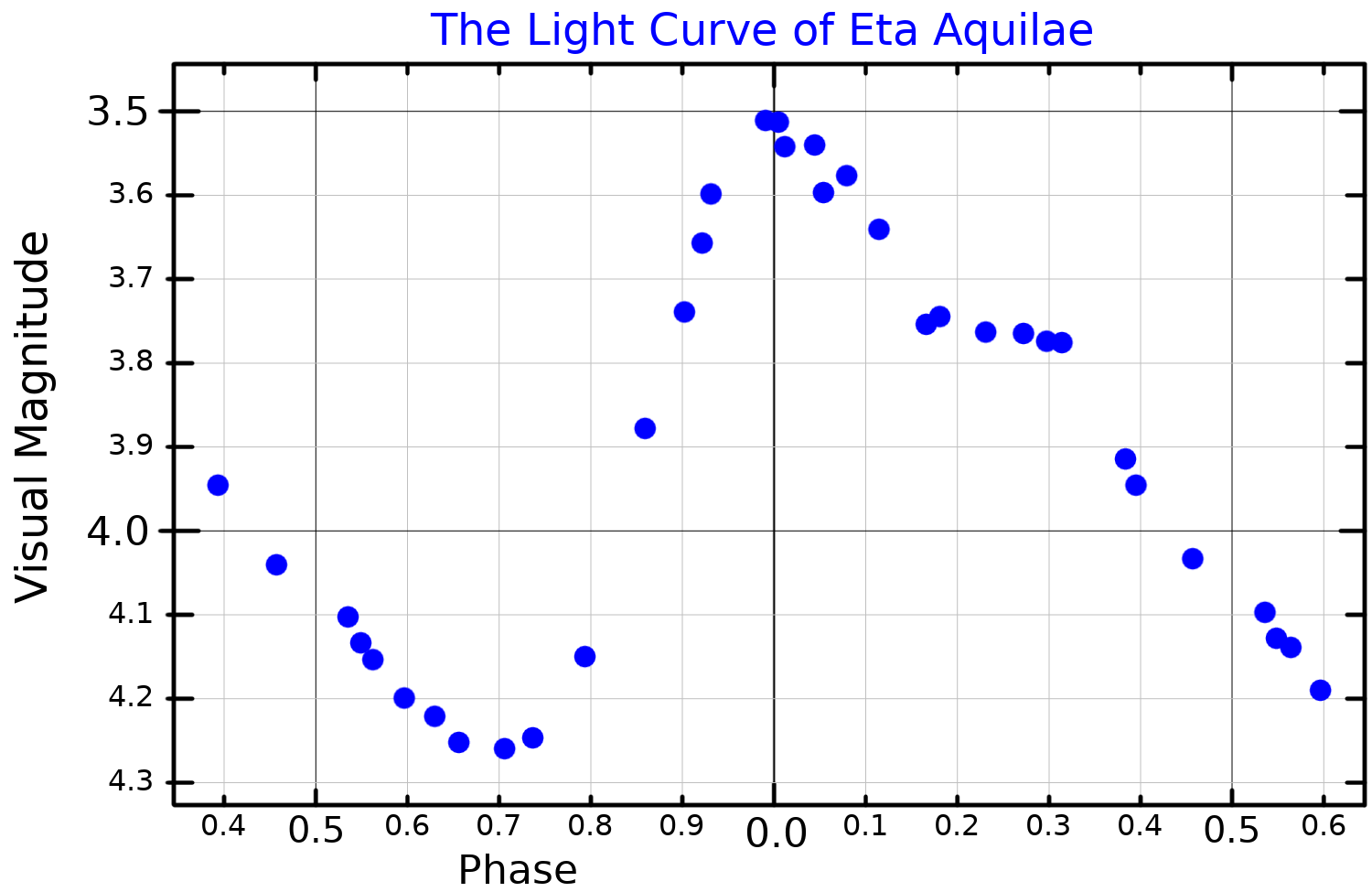
Una curva de luz de banda V para Eta Aquilae, adaptada de Kiss, Mon. No. R. Astrónomo. Calcetín. 297, 825–838 (1998)

Eta Aquilae (η Aql / η Aquilae / 55 Aquilae / HD 187929) es una estrella variable en la constelación de Águila que se encuentra a unos 1180 años luz del sistema solar. Antaño formaba parte de la constelación de Antínoo, hoy descartada.
Eta Aquilae es una supergigante amarilla de tipo espectral F6Iab, 3400 veces más luminosa que el Sol con un radio entre 61 y 65 veces más grande que el de este. El principal interés de Eta Aquilae radica en que es una variable cefeida cuya variabilidad es conocida desde 1784. Su magnitud aparente varía entre +3,6 y +4,6 en un período de 7,176641 días (7 días, 4 horas, 14 minutos y 22 segundos). Junto con Mekbuda (ζ Geminorum), Beta Doradus y W Sagittarii es una de las cefeidas más prominentes; la propia estrella y la variación de su brillo se pueden observar a simple vista.
Como otras cefeidas, Eta Aquilae está en las etapas finales de su vida, pese a que su edad es de solo 26 millones de años.
En esta fase de su evolución la estrella es inestable, produciéndose pulsaciones que hacen que la estrella varíe en tamaño y temperatura. Su tipo espectral cambia de F6 a G, lo que conlleva una caída de su temperatura de 6200 K a 5300 K. A medida que evolucione, cesarán sus pulsaciones, expulsará sus capas exteriores y finalmente terminará su vida como una enana blanca más pequeña que la Tierra.